# Кижи (Пермский край)
Кижи — деревня в Еловском районе Пермского края России.

## Географическое положение
Деревня расположена на расстоянии примерно 22 километра по прямой на юго-запад от села Елово.

## История
Известна с 1782—1783 годов года как починок Хижин. В 1837 году была построена церковь св. Екатерины, и селение стало называться какое-то время Екатерининским. С 2006 по 2019 год входила в состав ныне упразднённого Брюховского сельского поселения Еловского района.

## Климат
Климат континентальный. Зима с ноября по март холодная. Устойчивый снежный покров образуется в середине ноября, высота его в марте 50-70 см. Среднемесячная температура января −15…−16 °C. Весна с апреля по май прохладная, погода неустойчивая. Снежный покров сходит полностью в середине-конце апреля. Ночные заморозки возможны до начала июня. Лето тёплое, среднемесячная температура июля 18—19 °C. Осень (сентябрь-октябрь) прохладная, пасмурная.

## Население
Постоянное население составляло 84 человека (100 % русские) в 2002 году, 50 человек в 2010 году.